# Golem (film fra 1920)
Golem er en tysk stumfilm fra 1920 af Paul Wegener og Carl Boese.

## Medvirkende
- Albert Steinrück som Rabbi Loew
- Paul Wegener
- Lyda Salmonova som Miriam
- Ernst Deutsch
- Lothar Müthel som Squire Florian
- Otto Gebühr
- Hans Stürm som Rabbi Jehuda
- Max Kronert
- Greta Schröder
- Loni Nest
- Fritz Feld